# Bydgoskie Zakłady Mięsne

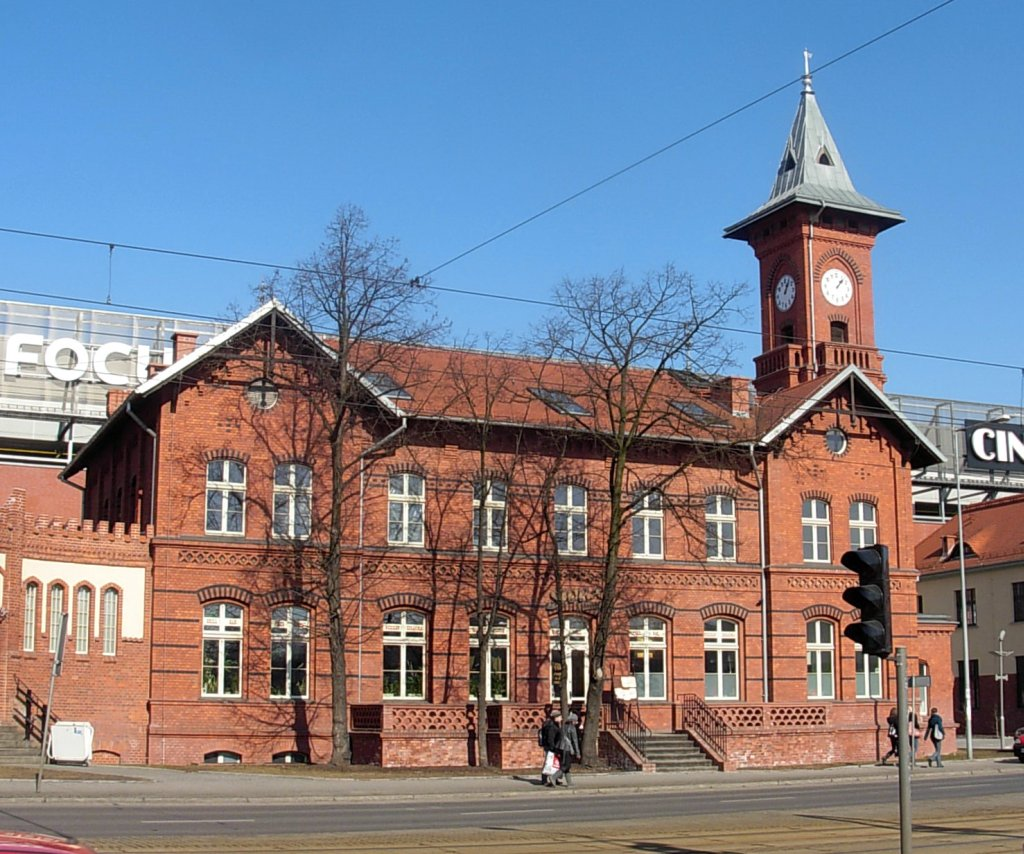
Dawny budynek administracyjny zakładu przy ul. Jagiellońskiej, od 2006 część kompleksu handlowo-rozrywkowego Focus Mall w Bydgoszczy

Bydgoskie Zakłady Mięsne – bydgoskie przedsiębiorstwo branży spożywczej, producent wyrobów mięsnych i konserw. Jedna ze starszych, czynnych przedsiębiorstw w branży spożywczo-mięsnej w Polsce.

## Położenie
Przedsiębiorstwo w latach 1890–2006 zajmowało posesję w centrum miasta między ulicami: Jagiellońską, Piotrowskiego, Sieńki i Ogińskiego. Od 2006 r. znajduje się na terenie dzielnicy Siernieczek przy ul. Przemysłowej 27.

## Historia

### Okres pruski
Przedsiębiorstwo zostało założone w 3 czerwca 1890 jako rzeźnia miejska w Bydgoszczy. Był to pierwotnie zakład komunalny. Powstał w związku z zaostrzeniem przepisów sanitarnych w państwie pruskim, które wymagały wznoszenia rzeźni miejskich, w których dozwolony był usankcjonowany prawnie ubój.
Zakład zlokalizowano na ówczesnych wschodnich peryferiach miasta, w pobliżu gazowni miejskiej. Do obu przedsiębiorstw doprowadzono w latach 1892–1893 bocznice kolejowe, które wiodły wzdłuż dzisiejszej ul. Ogińskiego i Jagiellońskiej. Budynki administracyjne zakładu zostały wzniesione w latach 1893–1910 wzdłuż ul. Jagiellońskiej według projektu miejskiego radcy budowlanego Carla Meyera. W 1894 na przyległym do rzeźni od strony zachodniej placu powstała na terenie 2 ha targowica miejska, gdzie handlowano zwierzętami rzeźnymi. Dyrektorem rzeźni magistrat mianował Polaka – lekarza weterynarii Franciszka Fischoedera.

### Okres międzywojenny
W 1920 przedsiębiorstwo przeszło w polskie ręce, pozostając nadal zakładem komunalnym. Dyrektorem rzeźni i targowicy miejskiej przez cały okres międzywojenny był wykształcony w Berlinie lekarz weterynarii – dr Antoni Albin Kwiatkowski. W rekordowym 1931 roku ubój zwierząt wyniósł 152 tys. sztuk. Na użytek zamieszkałej w Bydgoszczy społeczności żydowskiej w rzeźni dokonywano także uboju rytualnego zwierząt pod nadzorem rabina. W 1924 zakład przejął halę targową przy ulicy Podwale, a w 1928 na terenie przedsiębiorstwa swoją bydgoską filię utworzyło przedsiębiorstwo Bacon Export S.A. z siedzibą w Gnieźnie. W latach 1929–1930 przedsiębiorstwo to wzniosła obok rzeźni przy ul. Piotrowskiego nowoczesną przetwórnię bekonów i smalcu. Rzeźnia wraz z fabryką Konserw Mięsnych Towarzystwem Akcyjnym i „Bacon Export” tworzyła kompleks produkujący na potrzeby rynku lokalnego oraz z przeznaczeniem na wywóz do innych krajów. Przedsiębiorstwo wysyłało w świat bekony, szynki i konserwy w puszkach, wędliny, bite i żywe świnie, drób, jajka, kapustę i ogórki.
Sztandarowym produktem Zakładów Mięsnych w Bydgoszczy w okresie międzywojennym był bekon, który był hitem eksportowym wysyłanym do Wielkiej Brytanii.

### Okres okupacji
W 1939 zakład został skonfiskowany na rzecz niemieckich władz okupacyjnych przez Główny Urząd Powierniczy Wschód (założony 19 października 1939 przez Hermanna Göringa), którego ekspozytura znalazła się m.in. w Bydgoszczy.
W okresie okupacji niemieckiej rzeźnia miejska wraz z targowicą pozostała zakładem komunalnym. Wszystkie kluczowe decyzje ekonomiczne, finansowe i personalne należały do Zarządu Miejskiego. 26 września 1939 dotychczasowy dyrektor zakładu Albin Kwiatkowski został aresztowany, a w październiku 1939 rozstrzelany prawdopodobnie w Dolinie Śmierci. Nowym dyrektorem został Niemiec Paul Wollschläger. Łącznie rzeźnia z targowicą i halą targową zatrudniała ok. 100 pracowników, z czego ponad 80% była Polakami, posługującymi się językiem niemieckim. Firmę przedsiębiorstwa zmieniono na Fabryka Wyrobów Mięsnych „Nawag”. Przedsiębiorstwo wytwarzało wyroby mięsne na rzecz rynku lokalnego oraz bekony, trwałe wędliny i konserwy na potrzeby Wehrmachtu.

### Okres PRL
W kwietniu 1945 radzieckie władze wojskowe wpisały zakład na listę 30 obiektów gospodarczych w Bydgoszczy planowanych do objęcia akcją wywozu urządzeń do ZSRR. Wywózek udało się uniknąć po interwencji polskich władz u przedstawiciel Misji Ekonomicznej ZSRR w Warszawie w maju 1945. W latach 1945–1949 zakłady powróciły do nazwy Rzeźnia Miejska. Zatrudniały one wówczas ok. 500 osób i podlegały ministerstwu w Warszawie. Po 1950 struktura organizacyjna zakładów ulegała wielokrotnym zmianom podobnie jak całego polskiego przemysłu mięsnego. W końcu 1954 roku zatrudnienie wynosiło 1370 osób, w tym 460 kobiet:
W latach 60. XX w. dokonano pierwszych poważniejszych, powojennych inwestycji na terenie przedsiębiorstwa. Mimo tego w latach 60. i 70. zakłady w Bydgoszczy notowały najwyższe zużycie techniczne maszyn spośród przedsiębiorstw przemysłu mięsnego w województwie bydgoskim. Z powodu specyficznego zapachu roztaczającego się wokół zakładu w centrum miasta, były one uciążliwe dla mieszkańców.
W latach 70. udoskonalano technologię produkcji żywności poprzez jej uszlachetnianie, przedłużanie okresu zdatności do spożycia i wprowadzanie nowych produktów. W 1972 wymieniono urządzenia w związku z wprowadzeniem nowej rodzimej technologii przy produkcji szynek konserwowych. W celu podwyższenia trwałości produktów, wprowadzono ich porcjowanie i pakowanie próżniowe. Ze względów zdrowotnych zrezygnowano z dodawania azotanów przy peklowaniu i rozszerzono zakres przeprowadzanych badań laboratoryjnych. Poprawiono również warunki higieniczne poprzez wprowadzanie automatów produkcyjnych.
Okres największej prosperity zakładu przypadł na lata 60.-70. XX w., kiedy w Bydgoszczy działało Okręgowe Przedsiębiorstwo Przemysłu Mięsnego, grupujące 10 zakładów produkcyjnych (m.in. Toruń, Inowrocław, Chojnice, Nakło, Czerniewice, Janowiec, Brodnica, Grudziądz). W latach 80. XX w. rozpoczęto wznoszenie „kombinatu mięsnego” w Przyłękach. Kompleks ten nie został ukończony z powodu kryzysu gospodarczego.
Od końca lat 40. prowadzono eksport wyrobów. W 1950 za granicę sprzedano około 800 ton pasteryzowanych szynek i łopatek, a w 1955 – około 1030 ton. W latach 60. podjęto eksport o charakterze sentymentalnym do krajów wysoko rozwiniętych gospodarczo, m.in. do sklepów polonijnych w USA, Kanadzie i Wielkiej Brytanii. Do tej kategorii produktów eksportowych zaliczano: bekony, szynki i łopatki i inne szlachetne gatunki mięsa. W dekadzie lat 60. eksportowano ok. 1200 ton produktów mięsnych rocznie.

### Okres III RP
W 1990 zakłady w Bydgoszczy usamodzielniły się po likwidacji Okręgowego Przedsiębiorstwa Przemysłu Mięsnego. W 1995 zostały przekształcone w jednoosobową spółkę Skarbu Państwa, a akcje wniesione do Narodowych Funduszy Inwestycyjnych w ramach Programu Powszechnej Prywatyzacji.
W 1991 bydgoskie zakłady utraciły uprawnienia eksportowe do krajów Unii Europejskiej oraz USA. Z biegiem czasu koniecznością stała się wyprowadzka z centrum miasta oraz budowa nowego, nowoczesnego zakładu. W tej sytuacji w 2006 kierownictwo zakładu sprzedało teren przy ul. Jagiellońskiej pod centrum handlowe, zaś za pozyskane środki finansowe wybudowało od podstaw i wyposażyło nowy zakład przy ul. Przemysłowej (na terenie dawnej gazokoksowni „Polgaz” istniejącej w latach 1967–1990). Paradoksalnym skutkiem tej inwestycji były kłopoty finansowe i upadłość zakładów w 2008, po 118 latach działalności.
W 2009 kilkunastu rolników, byłych dostawców założyło spółkę „Bydgoskie Zakłady Mięsne” i wznowiło produkcję w nowo wyposażonym zakładzie. W tym samym roku zakład wszedł w skład grupy Drobex.

## Działalność
Bydgoskie Zakłady Mięsne zajmują się przetwórstwem i konserwowaniem mięsa, chowem materiału rzeźnego, oraz działalnością handlową. Wiodącą działalnością przedsiębiorstwa jest produkcja wędlin wytwarzanych zgodnie ze starymi recepturami. Najbardziej znanymi wyrobami są: Kiełbasa Sucha z Kujaw, Kiełbasa Polska, Wiejska, Parówkowa, Tatrzańska oraz Kiełbasa Biała.
Nową linią produktów zakładu są przetwory drobiowe sygnowaną marką „Drobex”.

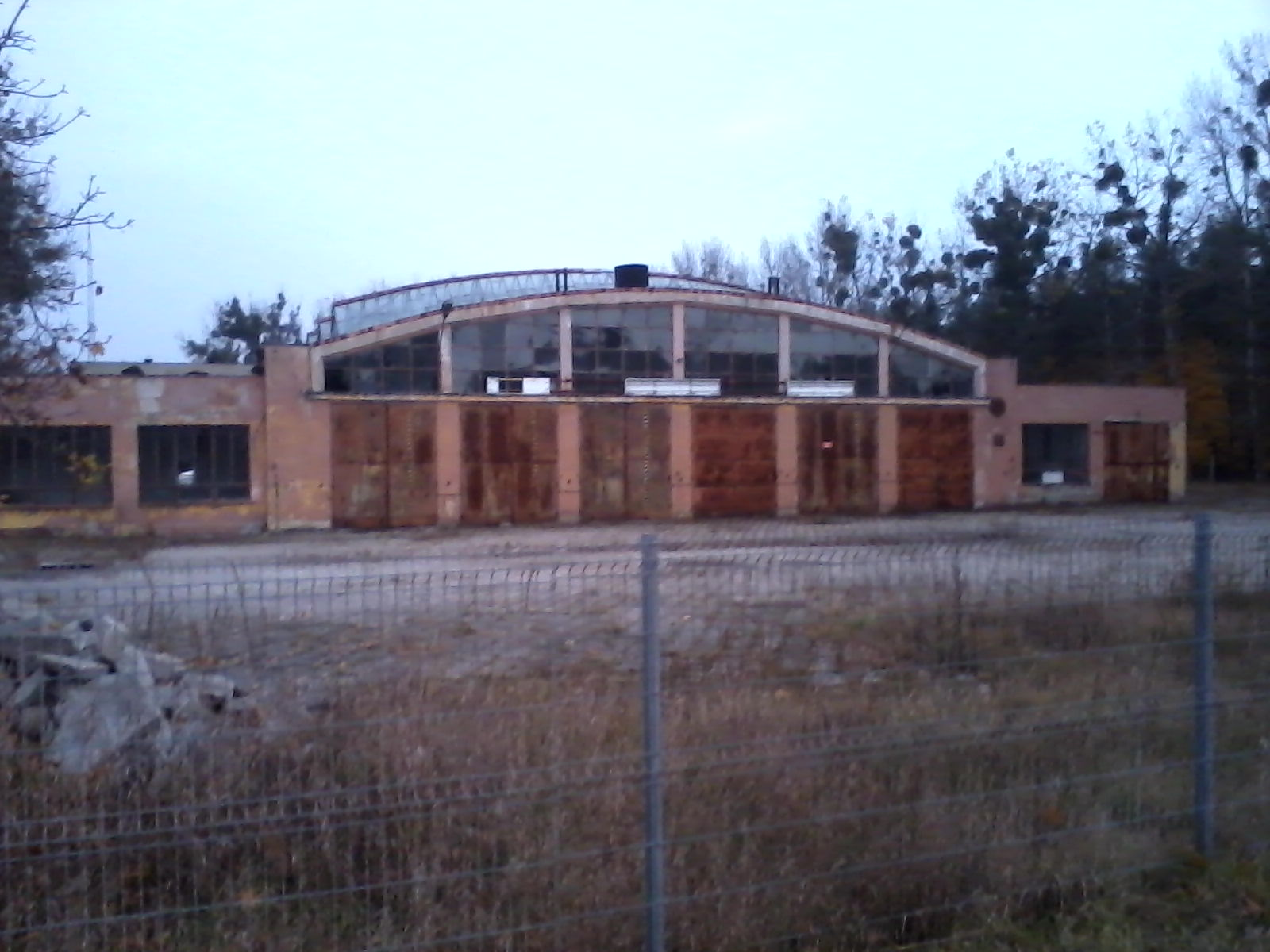
Stara baza Zakładów Mięsnych

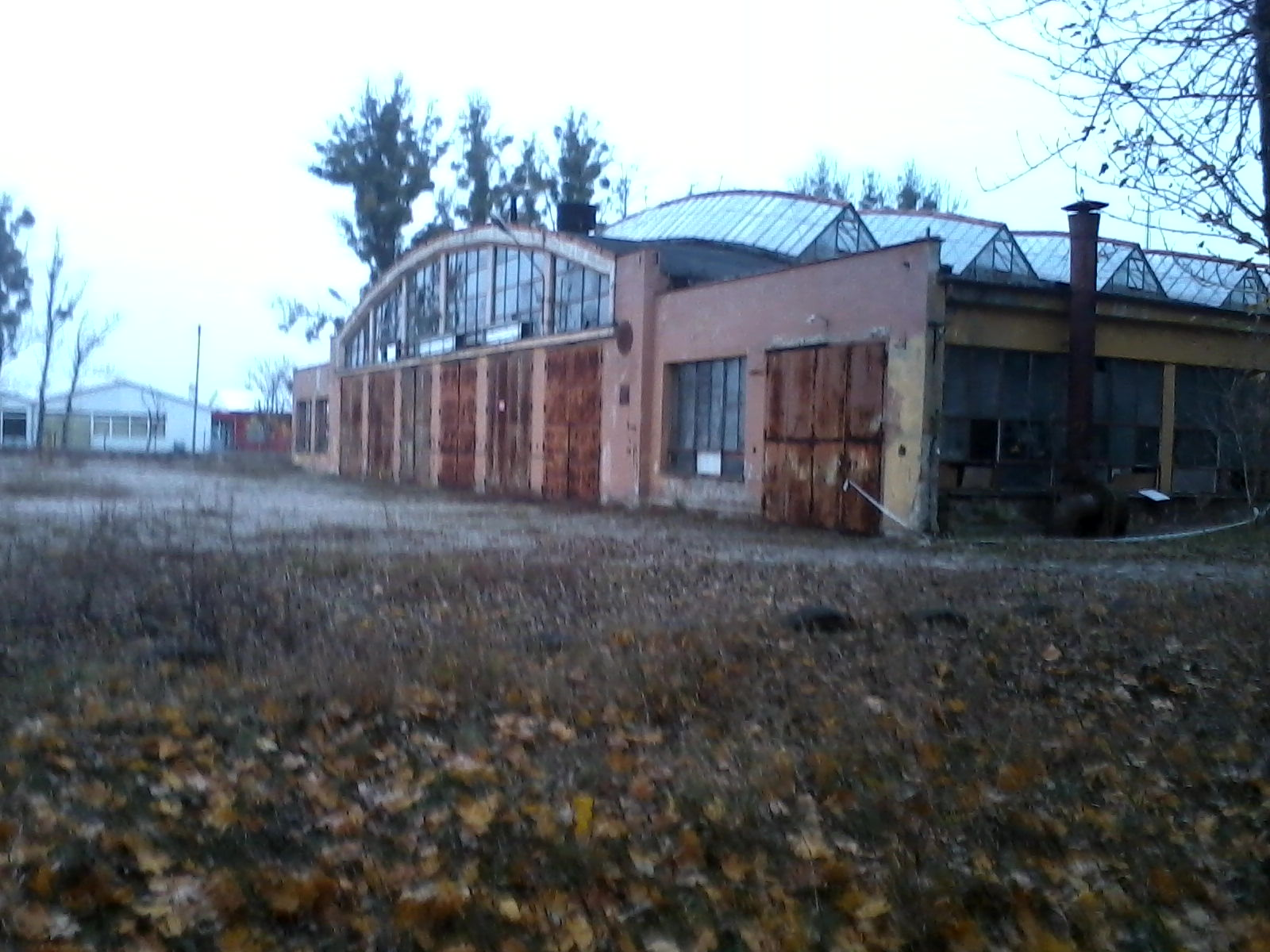
Stara baza Zakładów Mięsnych